# Garry Marshall

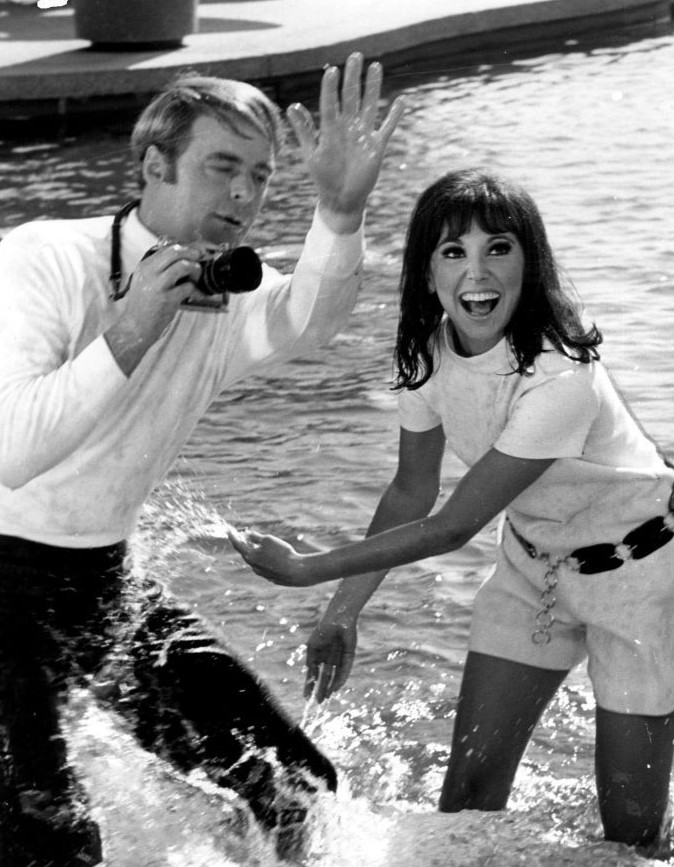
Garry Marshall och Marlo Thomas i tv-programmet That Girl 1967.

Garry Marshall, född 13 november 1934 i Bronx i New York, död 19 juli 2016 i Burbank, Kalifornien, var en amerikansk filmregissör, filmproducent, manusförfattare och skådespelare. Marshall är främst känd för att ha skapat komediserien Gänget och jag (1974–1984) och för att ha regisserat filmer som Stränder (1988), Pretty Woman (1990), Runaway Bride (1999), En prinsessas dagbok (2001) och New Year's Eve (2011).
Marshall skapade flera tv-serier, bland annat Gänget och jag, som blev mycket populär under 1970-talet, men även Omaka par (1970–1975), Laverne and Shirley (1976–1983) och Mork & Mindy (1978–1982). Han slog senare igenom som långfilmsregissör 1990 med Pretty Woman, och regisserade därefter bland annat Runaway Bride (1999) och Helens små underverk (2004).
Han var bror till Penny Marshall, som även hon var filmregissör. Deras far var italiensk och hette ursprungligen Masciarelli i efternamn. Fadern bytte dock namn till Marshall innan hans barn föddes.

## Filmografi i urval
- 1964–1966 – The Lucy Show (TV-serie) (manus, 11 avsnitt)
- 1964–1966 – The Dick Van Dyke Show (TV-serie) (manus, 18 avsnitt)
- 1970–1971 – Love, American Style (TV-serie) (manus, 19 avsnitt)
- 1971–1974 – Omaka par (TV-serie) (regi, manus 2 avsnitt)
- 1974–1984 – Gänget och jag (TV-serie) (skapare, manus 7 avsnitt)
- 1982 – Titta vi opererar (regi)
- 1984 – The Flamingo Kid (regi)
- 1986 – Ingenting gemensamt (regi)
- 1987 – Tjejen som föll överbord (regi)
- 1988 – Stränder (regi)
- 1990 – Pretty Woman (regi)
- 1991 – Frankie & Johnny (regi och producent)
- 1992 – Tjejligan (Walter Harvey)
- 1994–1997 – Murphy Brown (TV-serie) (roll)
- 1996 – Hej Gud (regi)
- 1999 – Never Been Kissed (Rigfort)
- 1999 – Den första kärleken (regi)
- 1999 – Runaway Bride (regi)
- 2001 – En prinsessas dagbok (regi)
- 2004 – Helens små underverk (regi)
- 2004 – En prinsessas dagbok 2 - kungligt uppdrag (regi)
- 2005 – Lilla kycklingen (röst)
- 2007 – Georgia Rule (regi)
- 2009 – Jims värld (TV-serie) (skådespelare)
- 2010 – Valentine's Day (regi)
- 2010 – State of the Union (regi)
- 2010 – Dear Eleanor (regi)
- 2011 – New Year's Eve (regi och producent)
- 2014 – 2 1/2 män (TV-serie) (skådespelare)
- 2016 – Mother's Day (regi)